# Vincenz Frisching

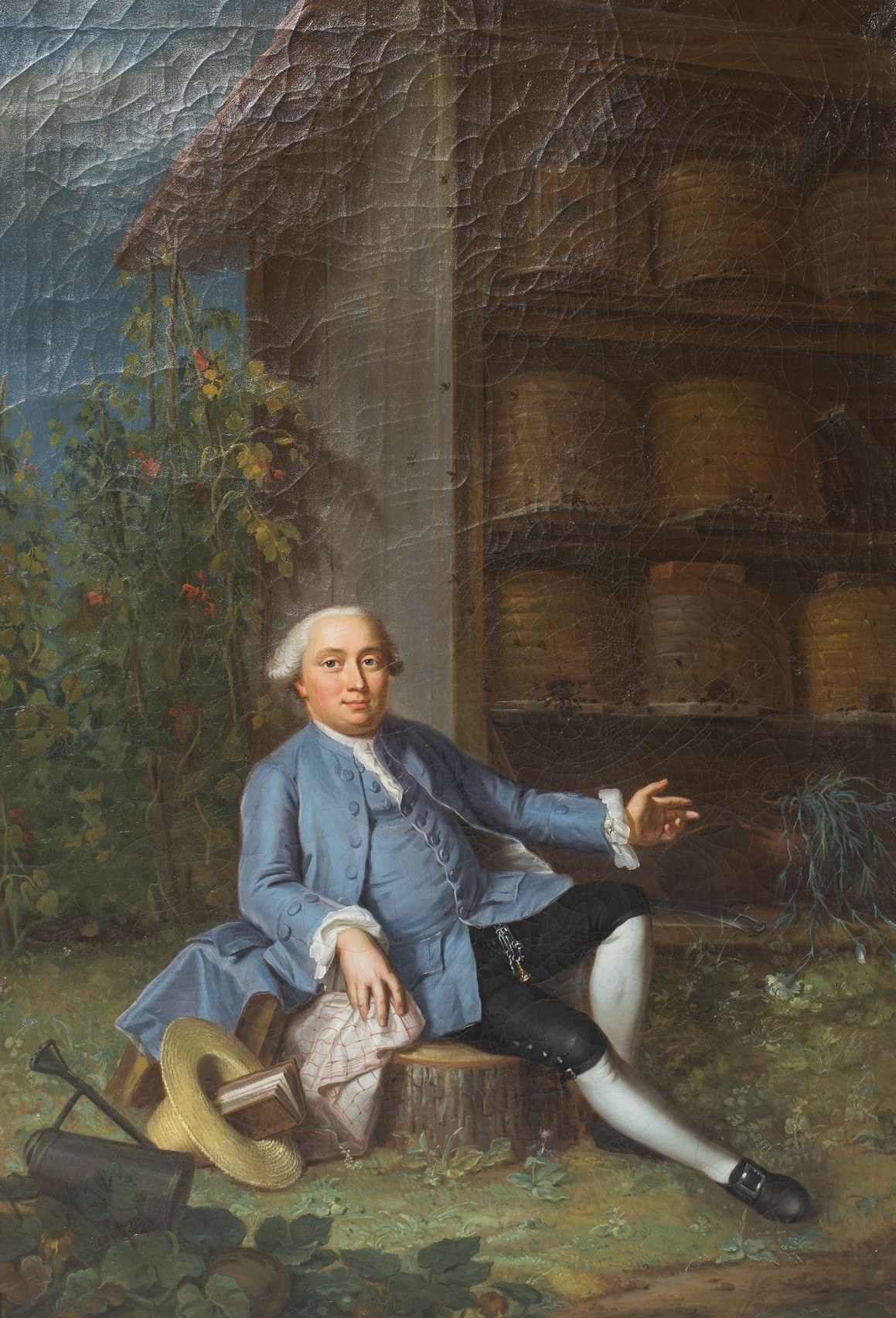
Vincenz Frisching, Porträt von Jakob Emanuel Handmann (1761)

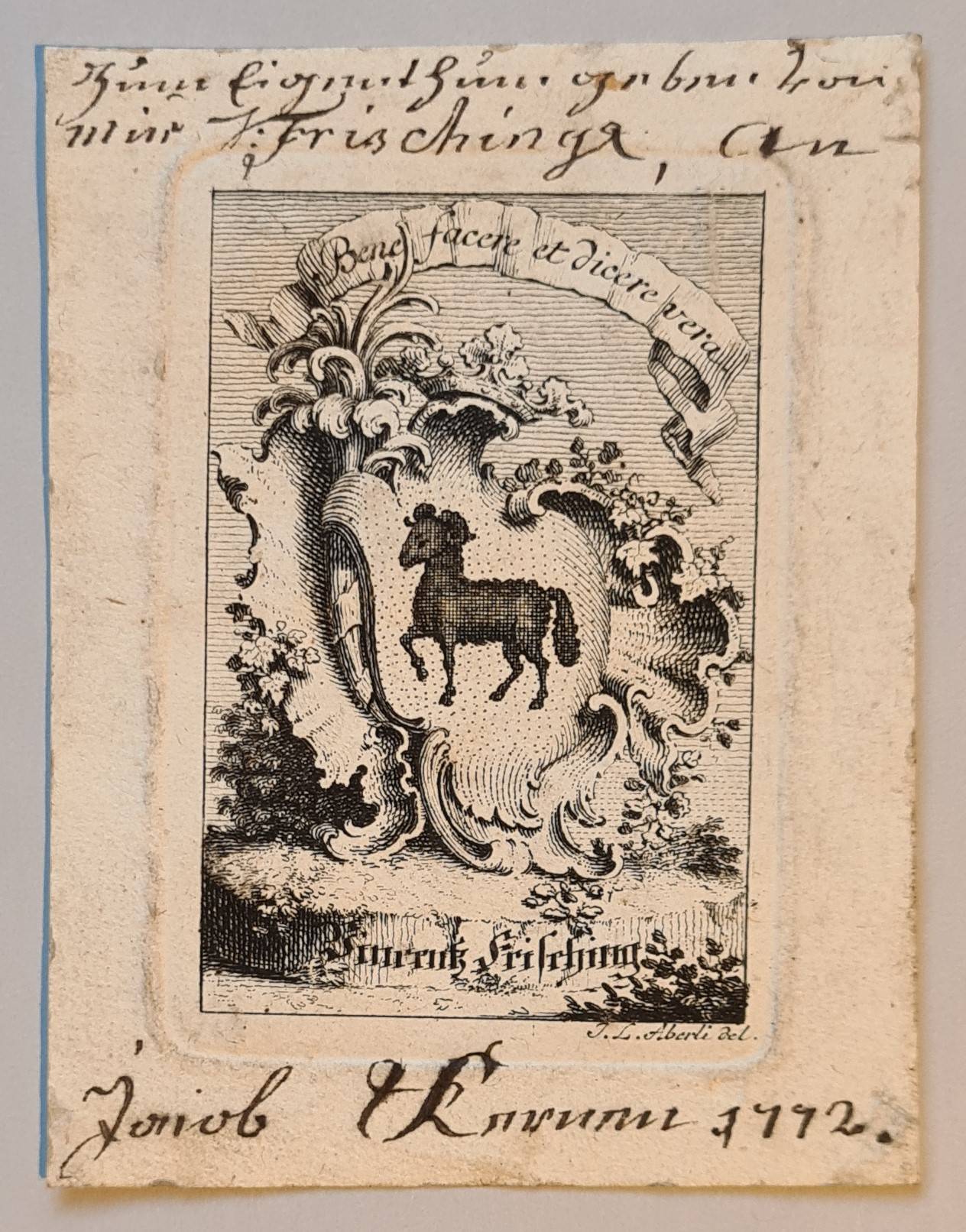
Exlibris für Vincenz Frisching, mit handschriftlichem Hinweis Zum Eigenthum geben von / mir V: Frisching, An / Jakob Kernen 1772. von Johann Ludwig Aberli (um 1760)

Vincenz Frisching (getauft 24. Oktober 1727 in Gottstatt (Orpund); † 1790) war ein bernischer Offizier und Magistrat.

## Leben
Vincenz Frisching war der Sohn des Albrecht Frisching, Landvogt zu Gottstatt, aus der Patrizierfamilie Frisching und der Maria Magdalena Tschiffeli und ein Enkel des Vincenz Frisching (1654–1728), Landvogt zu Chillon. Frisching studierte Recht in Göttingen und war 1750 bis 1751 verlobt mit Marianne Haller, Tochter Albrecht von Hallers. Die Verlobung wurde aufgelöst und Marianne Haller verheiratete sich 1753 mit Franz Ludwig Jenner. Vincenz Frisching war mit Julie Bondeli, Niklaus Emanuel Tscharner und Johann Georg Zimmermann befreundet. 1759 gehörte er zu den Gründungsmitgliedern der Grande Société in Bern. Ab 1761 ist er als Mitglied der Ökonomischen Gesellschaft in Bern nachgewiesen. Im Äusseren Stand bekleidete Frisching das Amt eines Venners. Bei der Burgerbesatzung (Ergänzungswahl) 1775 gelangte er in den Grossen Rat der Stadt Bern, bei der Wahl 1764 wollte er offenbar nicht gewählt werden. Als Grossrat war er Mitglied der Landesökonomiekommission. Gemeinsam mit Niklaus Emanuel Tscharner arbeitete er ein Mandat zur Förderung der Allmendenteilung (Einschlag) aus, welches allerdings nicht in Kraft gesetzt wurde. Frisching war Besitzer des Uttigguts in Uttigen.

## Bibliothek
Vincenz Frisching besass eine Bibliothek von 800 Bänden. Niklaus Emanuel Tscharner schrieb 1755 an Johann Georg Zimmermann, Frisching besitze eine der schönsten und brauchbarsten Bibliotheken in der Stadt [Bern] und er sei imstande, für einen schönen Bibeldruck 12 Dukaten zu bezahlen. Durch Erasmus Ritter, mit dem er zeitgleich in Göttingen studierte, liess er um 1756/60 einen Studierpavillon mit Büsten, Globen, Pult, Bücherschränken und Bücherregalen planen. Frisching vermachte seine Bibliothek am 13. Juni 1786 der Stadt Thun. Einzelne Bestände der Sammlung wurden ausgesondert und gelangten teilweise in den Antiquitätenhandel.
Im Kunsthandel erschien 2020 das 1733 entstandene Gemälde Lehrer und Schüler im Unterricht des Jan Josef Horemans d. J., welches auf der Rückseite die Eigentümerbezeichnung Frischings mit Freimaurerzeichen trägt. Frischings Bruder Albrecht schwur am 1. Dezember 1745 der Freimaurerei ab, sein Cousin Franz Rudolf Frisching war ebenfalls Freimaurer.